# 호매실초등학교
호매실초등학교는 대한민국 경기도 수원시 권선구에 있는 공립 초등학교이다.